# 고베 제강
주식회사 고베 제강소(영어: Kobe Steel, 일본어: 株式会社神戸製鋼所 카부시키카이샤코베세코조[*]) 또는 코벨코(영어: Kobelco, コベルコ 코베루코)는 일본의 철강 업체이자 건설 장비 제조 업체로 오사카 티타늄 테크놀리지(영어: Osaka Titanium Technologies, 일본어:  大阪チタニウムテクノロジーズ 오사카치타니우므테크노로지즈[*])을 보유하고 있으며 또한 일본의 럭비 구단인 고베 제강 코벨코 스틸러스(영어: Kobe Steel Kobelco Steelers, 일본어: 神戸製鋼コベルコスティーラーズ 코베세코코베루코스티라즈[*])가 있다. 본사는 일본 효고현 고베시 주오구에 위치해 있다.

## 역사
1905년에 일본의 철강 회사로 설립했으며 1911년에 주식 회사로 전환되었다. 1917년에 모지 공항을 설립한데 이어 1918년 자본금이 1000만 엔으로 증가했다. 1937년에 나고야 공장을 설립한데 이어 1941년에 야마다 공장을 설립했다. 1966년에 사카이 공장을 매각했다.
1976년에 최초로 해외에 싱가포르와 미국에 사무소를 열었다. 1988년 미국 현지 법인인 코벨코 컨스트럭션 머시너리 아메리카(영어: Kobelco Construction Machinery America)를 설립했다. 1990년에 일본 단체로부터 당시 일제강점기 때 강제 징용했던 조선인의 명단 자료를 공개하라는 요청을 했다. 1995년에 1월에 발생한 효고 현 남부 지진으로 피해를 입으면서 당시 고려제강을 비롯해 영흥철강, 부산파이프 등 대한민국의 업체에 공급했던 철강 공급을 중단했다.
1999년에 고베 제강의 건설 기계 사업 부문이 코벨코 컨스트럭션 머시너리(영어: Kobelco Construction Machinery)로 분사 되었다. 2002년 일본의 최대 철강 업체였던 NKK, 가와자키 제강이 신일본제철에 대응하기 위해 합병했다. 2003년에 미국 시장 진출을 위해 당시 미국의 기중기 회사였던 매니토웍 크레인과 공급 계약을 체결했다. 2004년에 기중기 사업 부문이 재분사되었다. 2011년에 일본 철강 1위 업체이자 세계 최대의 철강 업체였던 신일본제철은 일본 철강 4위 업체였던 스미토모금속공업과 합병했다.
2016년에 코벨코 컨스트럭션 머시너리와 코벨코 크레인 흡수합병하였다

### 2017년 품질 조작 파문
고베제강은 2016년 6월 그룹 소속사의 스테인리스강 제품에서 JIS의 강도를 충족하지 못한 사실이 발각, 품질관리를 지적받았다. 당시 품질보증 책임자를 겸하는 제조 간부가 데이터를 조작했던 점이 드러나면서, 고베제강은 11월 본사에 품질통괄실을 만들어 검사 태세 강화에 나섰다. 이후 자체 조사에서 2017년 8월 말 다수 제품의 품질조작 사실을 밝혀냈지만 9월 말에서야 일본 경제산업성 측에 보고하였다.
2017년 10월 8일, 고베 제강은 가와사키 히로야 고베제강 사장이 기자회견을 열어 최근 1년간 출하한 알루미늄과 구리 제품 일부에서 고객사와 약속한 강도 등을 충족하지 못한 상태에서, 검사증명서의 데이터를 수정하는 등의 방법으로 약 200개사에 그대로 납품한 사실을 시인하였다. 또한 내부 조사를 진행 중이며, 중국과 태국 등 해외에서 생산된 제품에도 검사 데이터를 조작하거나 필요한 검사를 하지 않는 등의 문제가 있었다고 밝혔다. 이후 고베 제강은 추가 기자회견을 열어, 10월 11일에는 합금과 철분 제품에서, 10월 13일에는 강선과 구리관 등 9건의 제품에서 추가로 조작 문제가 있는 것으로 나타나, 납품처는 당초 발표한 200여개 기업보다 두 배가 넘는 500여개로 늘어났다고 발표하였다.
고베철강 제품을 사용했던 미국의 제너럴 모터스와 포드 모터 컴퍼니는 자체 조사에 들어갔으며, 보잉 787 드림라이너기 날개 부품을 공급하는 스바루 사가 고베제강 제품을 사용했던 것으로 드러나면서 보잉 사 역시 포괄적 조사에 들어갔다. 후쿠시마 제2 원자력 발전소의 규격배관과 일본 방위성의 항공기와 미사일 등에도 해당 제품이 사용된 것으로 확인되었다.
10월 16일 <아사히 신문>은 제조현장에서 데이터 조작을 시도하고 품질담당자가 이를 묵인한 사례도 있는 등, 10년 전부터 각종 제품수치 조작이 광범위하게 이뤄졌다고 보도하였다.

## 사업 분야 및 제품
- 철분 및 제강: 일반 선재, 특수강 선재, 특수강 와이어, 일반 제강, 특수 제강, 후판, 중간 강철판 및 시트 (열연, 냉연, 표면 처리), 티타늄와 티타늄 합금의 주조 공장 선철 및 선철 제강, 스테인레스 제강 튜브, 특수 철강 제품, 도매 전력 공급
- 용접: 용접 전극, 자동 및 반자동 용접 와이어 및 용접 로봇의 용접 로봇 시스템, 용접 전원, 용접 관련 실험과 분석 및 컨설팅
- 알루미늄 및 구리: 알루미늄 재고수 , 열교환기 및 자동차 용도 알루미늄 철판, 알루미늄 압출, 알루미늄 디스크 재료용 하드 디스크 드라이브, 알루미늄 박, 반도체용 구리 시트 및 스트립, 단자용 구리 시트 및 스트립, 알루미늄 합금 및 마그네슘 합금 주조 및 단조
- 기계: 원자력 발전소 장비, 타이어 및 고무 기계, 플라스틱 가공 기계, 금속 가공 기계
- 엔지니어링: 제철소, 기타 설비 및 장비, 원자력 관련 설비, 침식 방지 및 방재 구조, 토목 공학, 첨단 도시 교통 시스템
- 코벨코 에코 솔루션:: 공업용 설비, 상하수도 설비, 정제수, 폐수 처리 장비, 생분해성 폐기물, 대형 폐기물, PCB 폐기물 처리 시설, 양조, 수소 산소 발생기, 환경 분석
- 코벨코 컨스트럭션 머시너리: 유압 굴삭기, 소형 굴삭기, 휠로더, 도로 건설 장비, 크롤러 기중기, 전지형 기중기, 험지형 기중기, 대형 선박
- 기타 사업부: 스퍼터링 타겟, 초전도 상품, 부동산 서비스, 공공 시설 관리[7]